# Богуславка (Харьковская область)
Богусла́вка (укр. Богуславка), село, Богуславский сельский совет, Боровский район, Харьковская область.
Является административным центром Богуславского сельского совета, в который, кроме того, входят сёла Загрызово, Лозовая и Новая Кругляковка.

## Географическое положение
Село Богуславка находится на левом берегу Оскольского водохранилища (река Оскол) в месте впадения в него небольшой реки Лозовая.
Между селом и водохранилищем расположен небольшой лесной массив (сосна).
Выше по течению расположено село Загрызово.

## История
1785 — дата первого упоминания об этом поселении.
В ходе Великой Отечественной войны в 1941 - 1943 гг. была оккупирована немецкими войсками. 
В 1988 году здесь было построено здание Дома культуры с залом на 400 мест, административными помещениями, школой искусств и кафе.
Население по переписи 2001 г. составляло 1330 (614/716 м/ж) человек.
Во время вторжения России на Украину село было оккупировано российской армией, а 4 октября было освобождено армией Украины.

## Экономика
- В селе есть молочно-товарная и птице-товарная фермы.
- «Зоря», Агрофирма. Откорм крупного рогатого скота.
- «Славутич», сельскохозяйственное ООО.

## Транспорт
Через село проходит железная дорога, станция им. Олега Крючкова.
По селу проходит автомобильная дорога Т-2109.

## Достопримечательности
- Братская могила советских воинов. Похоронено 35 чел.